# Cricotopus elegans
Cricotopus elegans är en insektsart som beskrevs av Joahnnsen 1943. Cricotopus elegans ingår i släktet Cricotopus, och familjen fjädermyggor. Inga underarter finns listade i Catalogue of Life.